# Переа, Кристиан
Кристиан Давид Переа Кахиао (исп. Cristian David Perea Cajiao; род. 17 августа 2005, Льейда) — испанский футболист, защитник клуба «Реал Мадрид C».

## Клубная карьера
Кристиан занимался футболом с четырёхлетнего возраста. Он начинал свою карьеру в клубах «Альмерия» и «Депортива Павия». В 2017 году защитник вошёл в систему мадридского «Реала». С сезона 2024/25 Кристиан является игроком третьей команды клуба — «Реал Мадрид C».

## Международная карьера
Поскольку родители Кристиана — колумбийцы, а сам он имеет двойное гражданство Испании и Колумбии, то имеет право выступать за национальные сборные этих стран. На юношеском уровне защитник выбрал Испанию, за которую дебютировал в январе 2024 года. Полгода спустя Кристиан принимал участие в юношеском чемпионате Европы, проходившем в Северной Ирландии. Две первые игры он провёл в запасе, после чего стал появляться с первых минут в каждом матче, включая финал против Франции. Испанцы выиграли этот турнир.

## Достижения
Сборная Испании (до 19 лет)
- Чемпион Европы (до 19 лет) (1): 2024